# Накамура Маї
Маї Накарума (яп. 中村 麻衣, нар. 13 січня 1989) — японська спортсменка, спеціалістка з синхронного плавання, бронзова призерка Олімпійських ігор 2016 року.

## Виступи на Олімпіадах
| Олімпіада           | Дисципліна | Місце |
| ------------------- | ---------- | ----- |
| Лондон 2012         | групи      | 5     |
| Ріо-де-Жанейро 2016 | групи      | 3     |

## Зовнішні посилання
- Маї Накарума — олімпійська статистика на сайті Sports-Reference.com (англ.) (архівна версія)